# Evangelische Kirche (Salzböden)

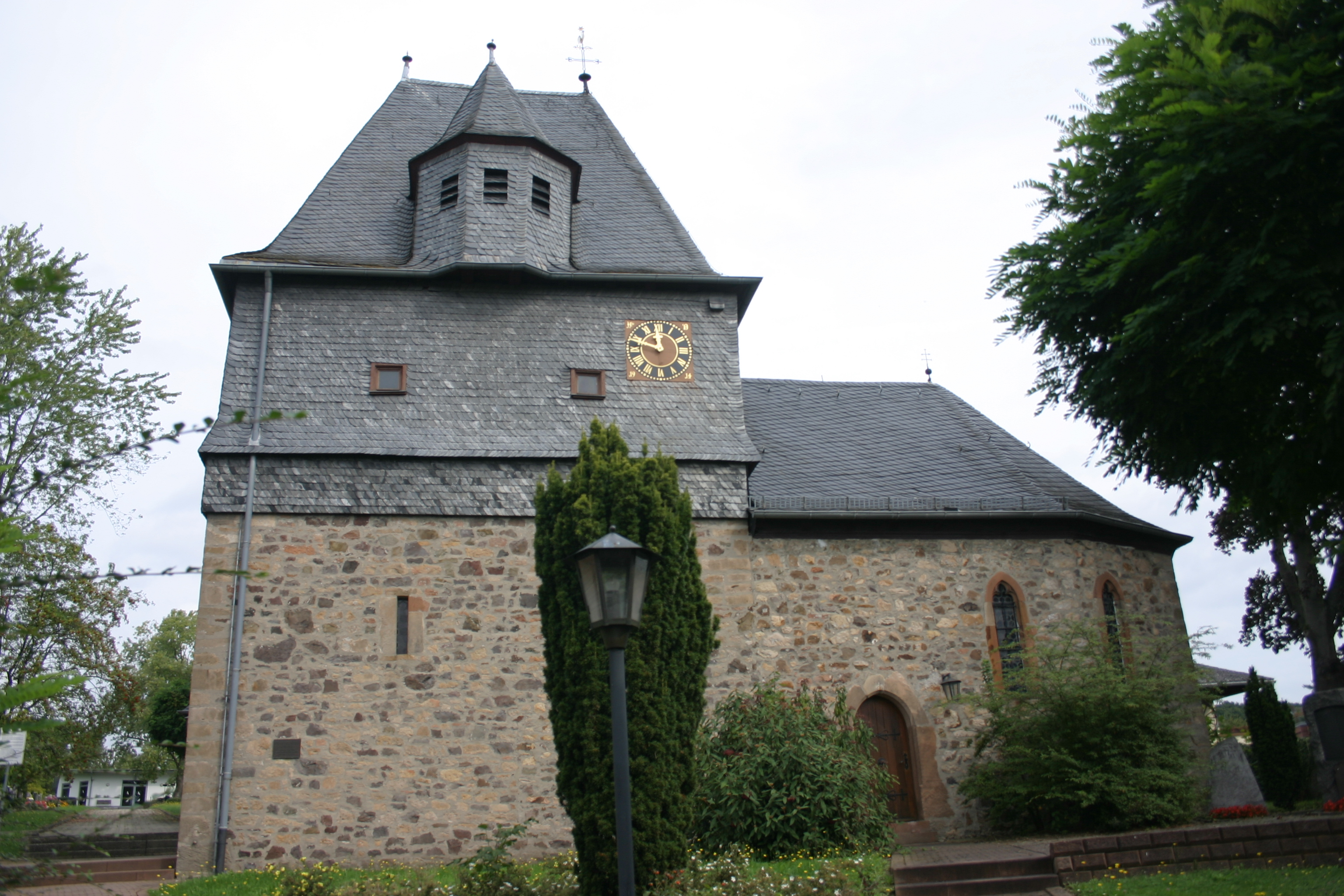
Südseite der Kirche in Salzböden

Die evangelische Kirche Salzböden wurde im 13. Jahrhundert als frühgotischer Wehrturm errichtet und im 16. Jahrhundert durch einen kleinen Choranbau erweitert. Die Kirche in Salzböden in der Gemeinde Lollar im Landkreis Gießen ist hessisches Kulturdenkmal.

## Geschichte

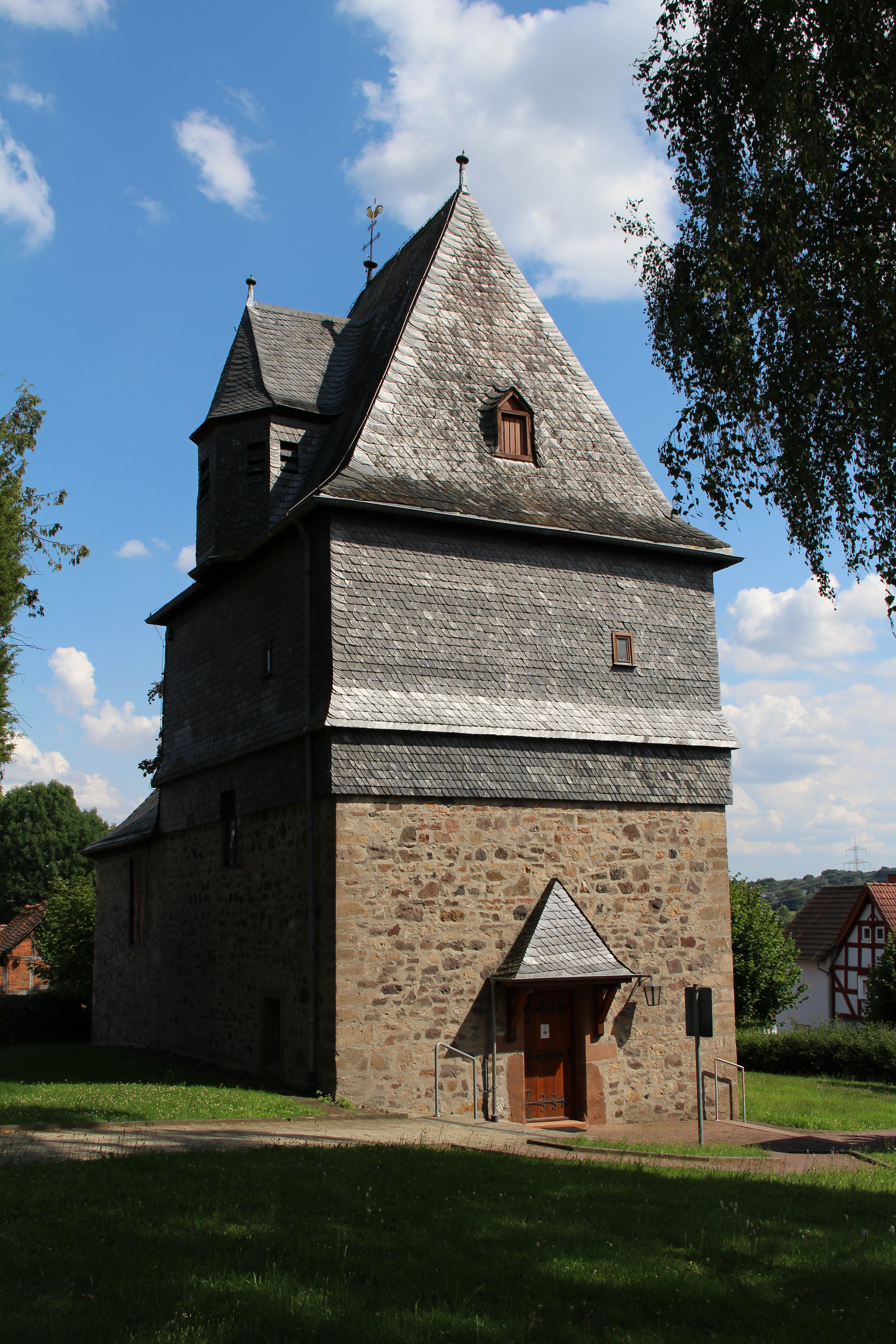
Wehrturm von Westen

Der in der Mitte des 13. Jahrhunderts errichtete Wehrturm erfüllte neben seiner Kultfunktion auch Verteidigungszwecke. In kirchlicher Hinsicht gehörte Salzböden im Spätmittelalter zum Sendbezirk der Kirchberger Kirche im Archidiakonat von St. Stephan im Erzbistum Mainz. Für 1500 ist in Salzböden ein Pfarrer nachgewiesen, der wahrscheinlich Odenhausen (Lahn) untergeordnet war. Seit Mitte des 16. Jahrhunderts steht Salzböden in einem Filialverhältnis zu Odenhausen.
Im 16. Jahrhundert wurde der mittelalterliche Turmhelm durch das heutige Walmdach mit den beiden Erkern ersetzt. Ursprünglich war eine kleine Apsis oder ein Rechteckchor angebaut, der im Jahr 1600 dem heutigen Chor wich. 1760 wurde eine Querempore eingebaut und eine Orgel im Stil des Rokoko angeschafft. Die Empore wurde 1807 um ein zweites Geschoss aufgestockt. Im selben Jahr fanden Umbaumaßnahmen des Turms statt; das Turmgewölbe wurde entfernt und ein neues Nordfenster eingebrochen.
In den Jahren 1958/1959 wurde die Kirche renoviert und die weiß übertünchten Malereien an den Fenstern und Grabmälern wieder freigelegt. Eine Sakristei wurde 1978 angebaut.
Im Jahr 2017 fusionierten die Kirchengemeinden Salzböden und Odenhausen, die zuvor pfarramtlich verbunden waren. Die Gemeinde gehört zum Evangelischen Kirchenkreis an Lahn und Dill in der Evangelischen Kirche im Rheinland.

## Architektur

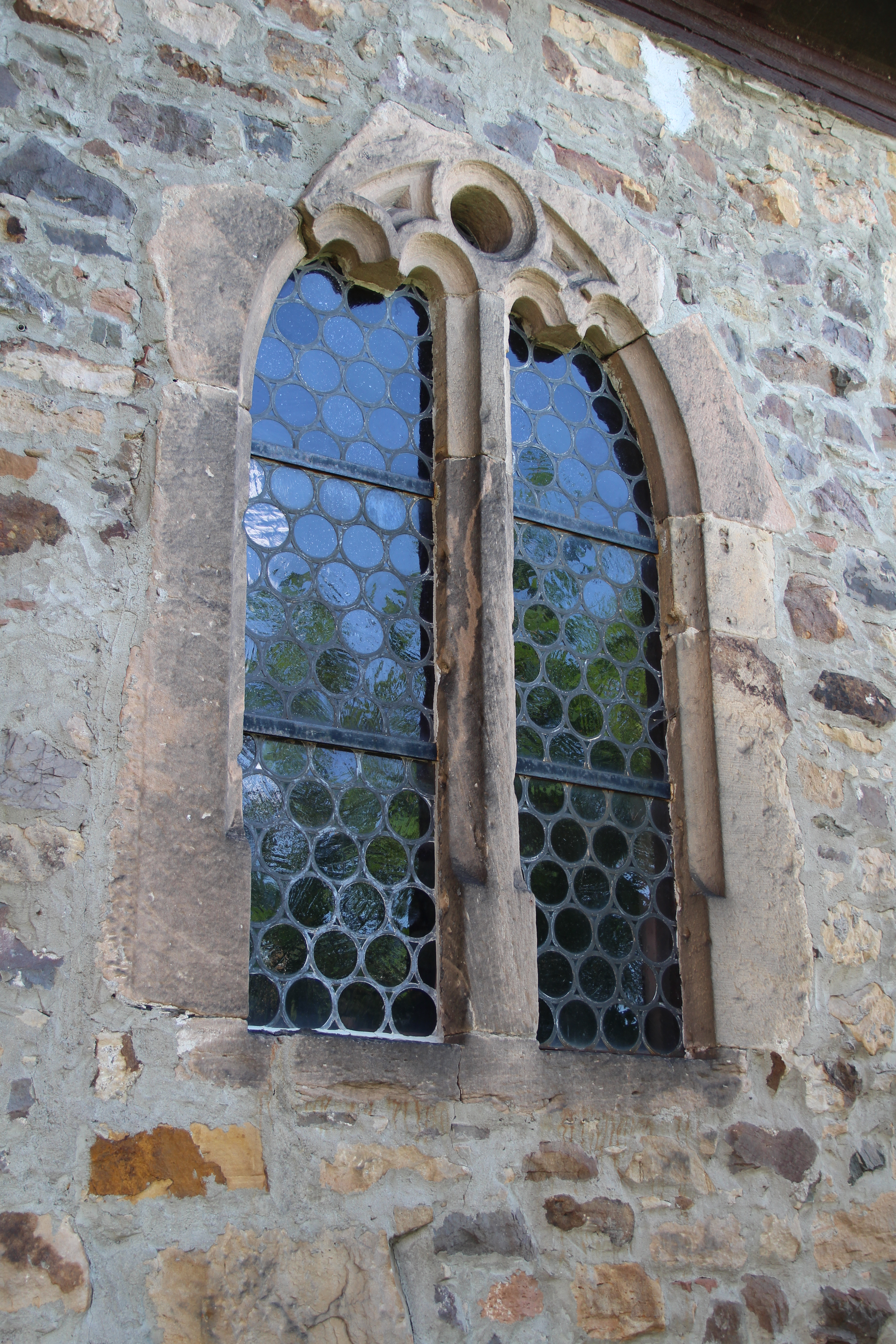
Maßwerkfenster an der Ostseite

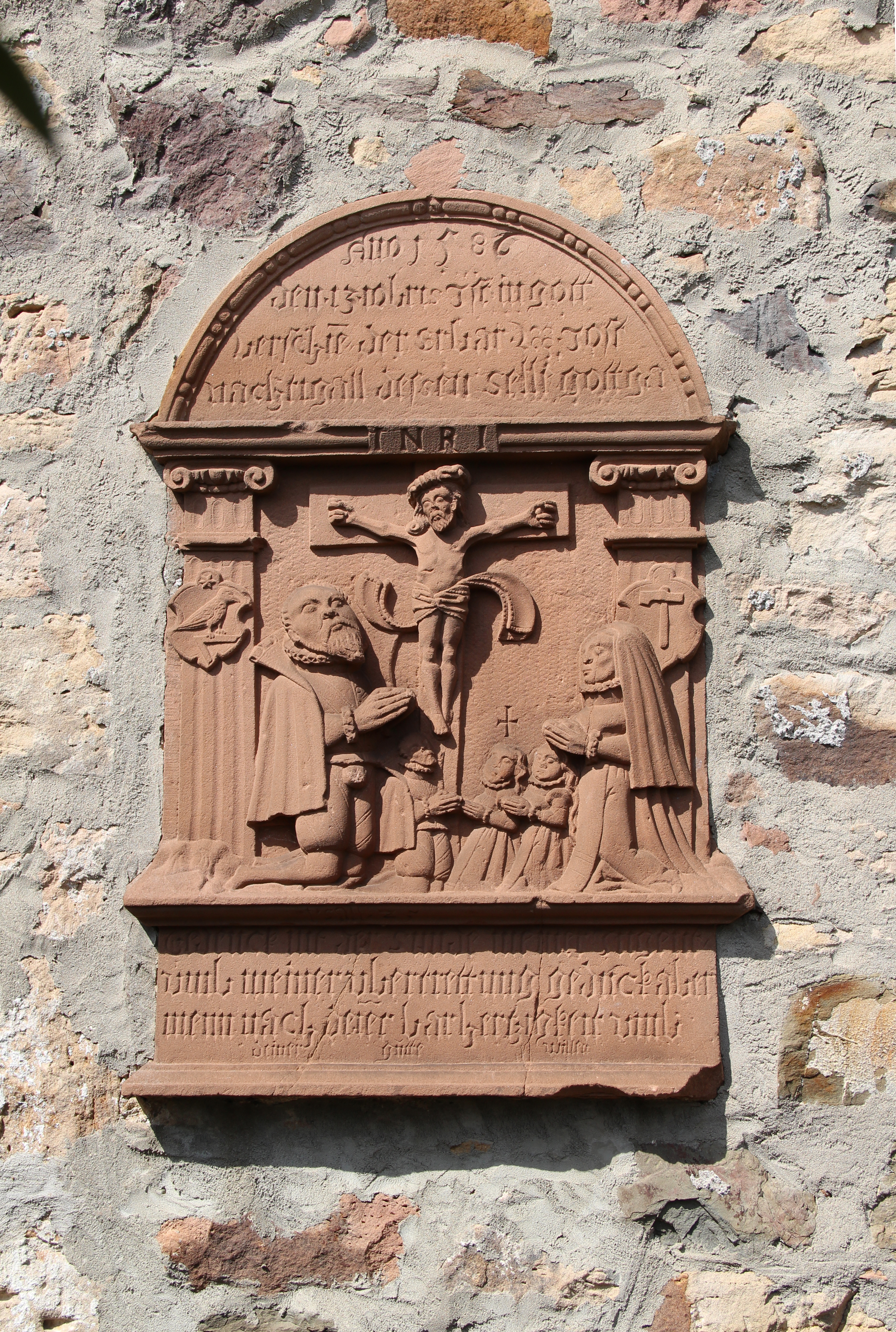
Kenotaph von 1586 für Jost Nachtigall

Die ungefähr geostete Kirche ist am nördlichen Ortsrand erhöht inmitten eines dreiseitig ummauerten Friedhofs errichtet. Das rundbogige Friedhofsportal ist mit 1663 bezeichnet. Die Kirche besteht aus zwei Baukörpern, einem wuchtigen Wehrturm und einem 3/8-Chorabschluss im Osten. Die Familiengrabsteine innen und außen stammen aus dem Ende des 16. und Anfang des 17. Jahrhunderts. In die Kirchenmauer ist ein Kenotaph von 1586 für Jost Nachtigall eingelassen. Unter einem Rundbogen mit Inschrift zur Person kniet in einem rechteckigen Figurenfeld das Ehepaar mit zwei Kindern in Gebetshaltung unter dem Gekreuzigten. Die Szene wird von zwei Pilastern mit ionischen Kapitellen flankiert, die die Wappenschilde des Ehepaars tragen, links eine Nachtigall über einem Winkel mit einem Sechsstern, rechts für die Ehefrau ein Wappenschild mit einem Hammer. Das Grabdenkmal schließt unten mit einem Schriftfeld ab, auf dem der Bibelvers aus Ps 25,7  zu lesen ist.
Der Turm ist auf rechteckigem Grundriss errichtet und wird durch zwei Schlitzfenster im Süden belichtet. Das verschieferte Fachwerk-Obergeschoss wird von einem Walmdach abgeschlossen. An der Süd- und Nordseite ragt jeweils ein fünfseitiger Dacherker des 16. Jahrhunderts heraus. Das ursprüngliche Kreuzgratgewölbe wurde zu Beginn des 19. Jahrhunderts ausgebrochen. Das Gewände des Westportals und das untere Nordfenster wurden im 18. Jahrhundert geschaffen, das obere Nordfenster im Jahr 1807. Die Turmuhr mit Schlagwerk baute J. F. Weule im Jahr 1914.
Der langgestreckte Chor nimmt dieselbe Breite wie der Turm ein und hat einen dreiseitigen Abschluss. Architektonisch ist er gotisierend gestaltet, so das Südportal, die drei spitzbogigen Maßwerkfenster und das hölzerne Rippengewölbe. Das Südportal ist mit 1600 bezeichnet.

## Ausstattung

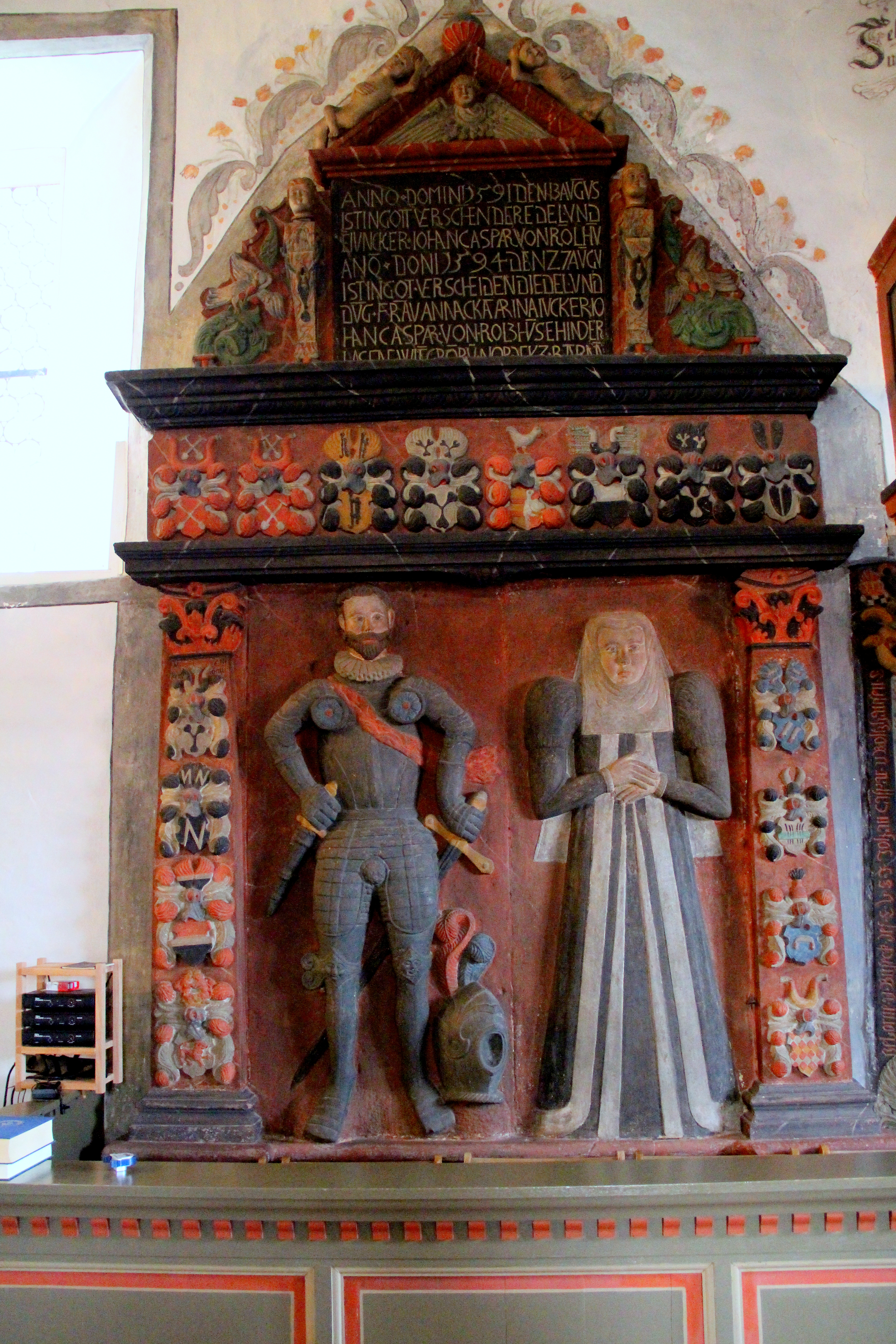
Doppelgrabmal von 1594

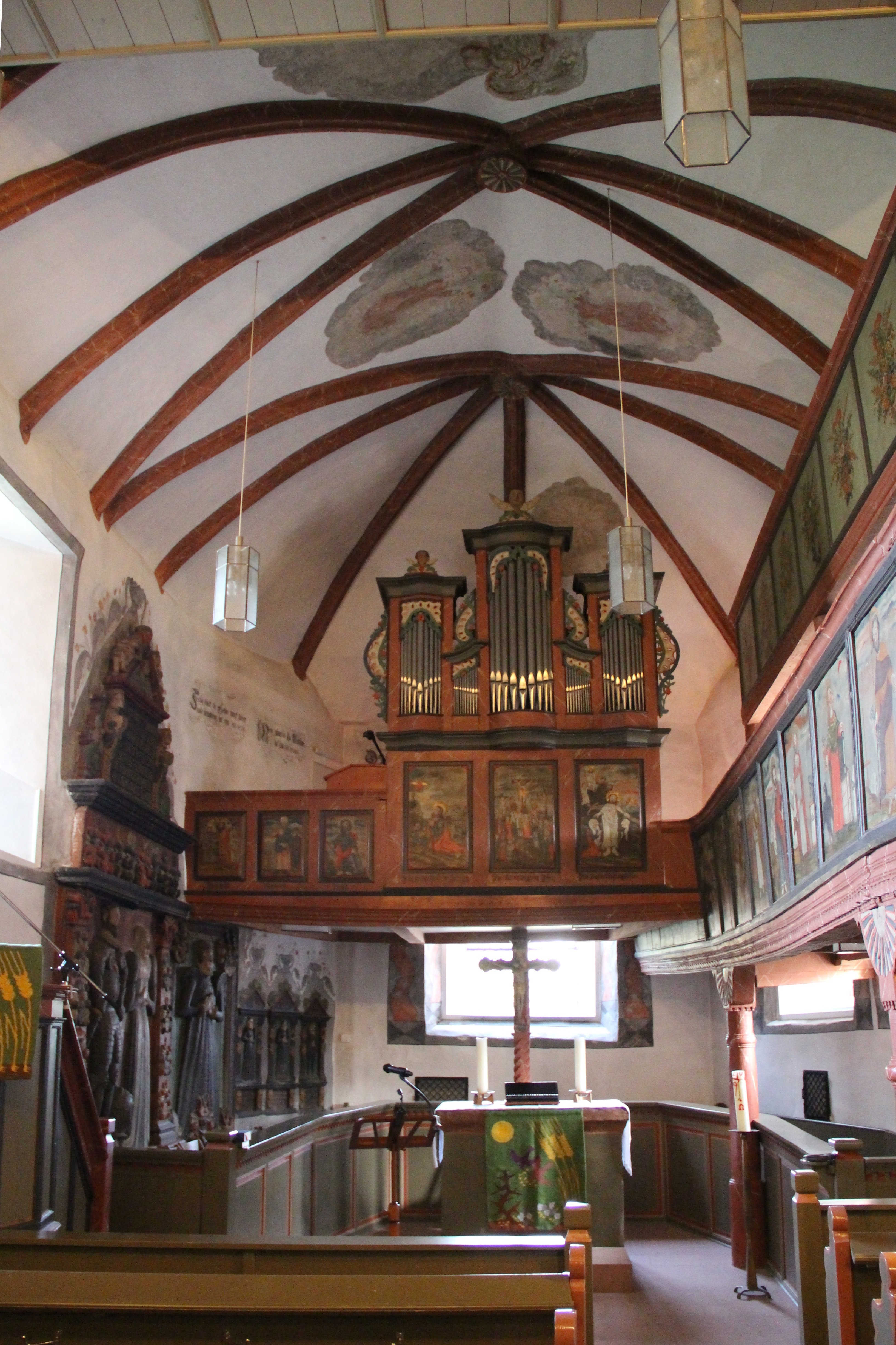
Innenraum

Die Südempore ist zweigeschossig. Die untere Empore von 1600 ruht auf Rundsäulen und ist mit Schnitzwerk verziert. Die biblischen Darstellungen an der Brüstung wurden im Jahr 1808 von Georg Ernst Justus Kayser und seinem Sohn Johann August aus Gladenbach gemalt. Aus dem Jahr 1760 stammt die Querempore für die Orgel, die ebenfalls biblische Brüstungsmalereien aufweist. Dargestellt sind drei Figuren des Alten Testaments, die Apostel und die Evangelisten. Die obere Empore von 1807 ist mit Blumensträußen bemalt. An der westlichen Chorwand haben die Kaysers sich in einer Bauinschrift verewigt: „Zur Ehre Gottes wurde unter dem zeitigen Herrn Pfarrer Georg Friedrich Andreas Schopper Diese Kirche ganz neu RENOVIERT und mit Bünen vergrössert, Im Jahre 1807, Baumeister war Herr Schulteis Georg Wagner auch selbst Werckmeister Der Zimmer und Schreiner arbeit, die mit wirkende Gemeinde vorsteher waren Herr Jost Schneider und Herr Gerichtschäf Johannes Wagner und Borgemeister Herr Johann Philip Rau. Der Meister der Maler und Weißbinderzunft war Georg Ernst Justus Kaiser und desen Sohn Johann August Kaiser von Gladenbach.“ Die Fenster, Türen und Grabmäler sind mit Malereien im Stil der Spätrenaissance von 1600 umrahmt.
Auf dem Altar steht ein hölzernes Kruzifix aus dem 15. Jahrhundert, das an den Balkenenden mit Vierpass und aufgemalten Evangelistensymbolen verziert ist.
Die Kirche diente als Grablege der Herren von Rolshausen, deren Hofhaus an die Ostseite angrenzte. Mehrere reliefierte Grabdenkmäler mit polychromer Fassung sind an der Nordwand hinter dem Patronatsstuhl aufgestellt. Ein Doppelgrabmal für Johann Caspar von Rolshausen († 1591) und seine zweite Frau Anna Catharina geb. von Nordeck zur Rabenau († 1594) mit ihren Wappen ist im Stil der Renaissance aufwändig gestaltet. Rechts daneben schließen sich der Grabstein seiner ersten Frau Margarethe von Buseck und die schlichteren Grabsteine ihrer Kinder Susanna, Margaretha und Johann Caspar an.

## Orgel

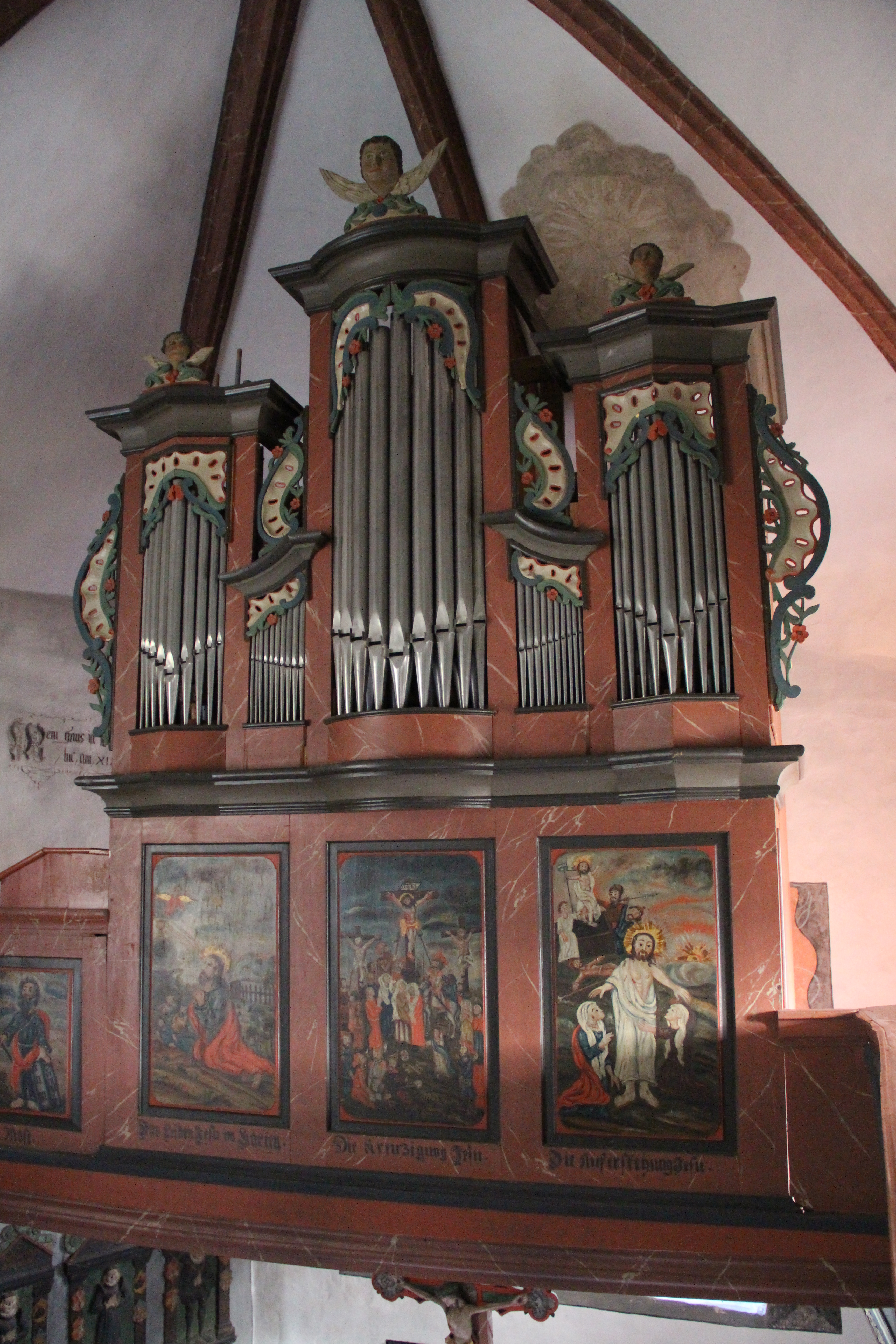
Orgel mit Rokoko-Prospekt

Auf der Empore ist das alte Gehäuse einer Rokoko-Orgel erhalten, das um 1760 datiert wird. Auf einer Holztafel über dem Manual ist folgende Inschrift gemalt: „Eine Sehr Menschen Freundliche und müldtätige wohlhabende persohn nahmens Madam Schunkin aus Kassel steuerte zu dieser neuen Orgel hiesiger Gemeinde Eine ansehnliche geld summa von 200 Reisthler. Fertig den 31.ten august 1808. G.E.J. Kaiser. pinxit.“ Vermutlich wurde nach 1835 ein neues Werk mit sieben Manual-Registern angeschafft, das im Jahr 1961 durch einen Neubau von Orgelbau Hardt hinter dem fünfteiligen Prospekt ersetzt wurde. Im Jahr 2013 erfolgte eine Renovierung durch Förster & Nicolaus Orgelbau, die eine Sanierung der Windversorgung einschloss. Die Orgel verfügt über elf Register mit insgesamt 650 Pfeifen. Der überhöhte mittlere Rundturm wird von zwei Ecktürmen flankiert. Die drei Türme werden durch zwei niedrige Flachfelder verbunden und mit je einem geflügelten Engelskopf bekrönt. Die Disposition lautet:
| I Manual C– |       |
| Gedackt     | 8′    |
| Spitzgamba  | 8′    |
| Principal   | 4′    |
| Gedackt     | 4′    |
| Quinte      | 2 ⁄3′ |
| Octave      | 2′    |
| Octave      | 1′    |
| Mixtur III  | 1 ⁄3′ |

| Pedal C–  |     |
| Subbaß    | 16′ |
| Octavbaß  | 8′  |
| Choralbaß | 4′  |

- Koppeln: I/P

## Glocken
Die Glockenstube beherbergt ein Zweiergeläut. Eine Glocke wurde im 14. oder 15. Jahrhundert gegossen. Das Aachener Pilgerzeichen ähnelt dem der Marienglocke in Großen-Linden von Tilman von Hachenburg. Das dreikreisige Pilgerzeichen zeigt im unteren Teil eine Pietà und im oberen Kreis die Rockzeigung nach Aachener Ritus. Eine zweite, größere Kreuz-Glocke wurde im Jahr 1634 angeschafft. Sie wurde 1942 an die Rüstungsindustrie abgeliefert. Sie entging dem Einschmelzen und wurde 1947 aus Hamburg zurückgebracht.
| Nr. | Gussjahr | Durchmesser mm | Schlagton | Inschrift | Bild |
| 1   | 1634     | 880            | as1       | „OHERR SEH VNS GNADIG AN UND LASZ EIN ZORN FVR VBER GAN SALTZBODTEN ANNO CHRISTI 1634“                                 |      |
| 2   | 15. Jh.  | 700            | des2      | „ave maria gratia plena dominus tecum bene dicta tu in mulieribus et bene dictus fructus ventris ihesus christus amen“ |      |